# Shen Xiaoxing
Shen Xiaoxing (8 de octubre de 1992) es una deportista china que compitió en remo. Ganó una medalla de plata en el Campeonato Mundial de Remo de 2014, en la prueba de cuatro scull.

## Palmarés internacional
| Campeonato Mundial | Campeonato Mundial       | Campeonato Mundial | Campeonato Mundial |
| Año                | Lugar                    | Medalla            | Prueba             |
| ------------------ | ------------------------ | ------------------ | ------------------ |
| 2014               | Ámsterdam (Países Bajos) | Medalla de plata   | Cuatro scull       |